# Étienne Bergeret
Pour les articles homonymes, voir Bergeret.
 (septembre 2024).
Étienne Bergeret, né le 1er janvier 1883 à La Mothe-Saint-Héray (Deux-Sèvres) et mort le 10 janvier 1939 dans la même commune, est un pasteur missionnaire protestant ayant œuvré en Nouvelle-Calédonie et au Cameroun. 

## Biographie

### Famille et études
Henri Étienne Néhémie Bergeret est le fils de Jean Osmen Bergeret (1844-1918), pasteur à La Mothe-Saint-Héray de 1871 à 1888 puis à Beaussais et Vitré, et de Lydie Jeanne Zénobie Maillard, elle-même fille de pasteur. Il est né le 1er janvier 1883 à La Mothe-Saint-Héray, dans les Deux-Sèvres,,.
Étienne Bergeret obtient en 1907 un baccalauréat en théologie à la faculté de théologie protestante de Montauban, à Genève et à la Maison des missions à Paris.
La même année 1907, il se marie à Genève avec Sophie Anna Bonny (1882-1961). Ils ont deux enfants, nés en Nouvelle-Calédonie, Charles (1912-?) né à Maré et Ruth Geneviève (1923-2015).
Charles Bergeret, pasteur missionnaire au Cameroun avec son épouse Yvette Guiton, est responsable de la mission protestante de Feutap à Bangangté. Le couple dirige l'école de filles de Mfeton. Leur fille, Claude Njiké-Bergeret, est enseignante et agricultrice au Cameroun,.

### Carrière
Étienne Bergeret commence sa carrière comme pasteur au service de la Société des missions évangéliques de Paris au terme de ses études en 1907 comme missionnaire en Nouvelle-Calédonie. Il est chargé de l'instruction des pasteurs locaux à Do Néva près de Houailou. Il arrive en renfort de Maurice Leenhardt, avec lequel il entretient des rapports compliqués, ce qui entraîne finalement sa nomination à Maré, pour remplacer le pasteur Philadelphe Delord qui a démissionné. La mission protestante est à l'époque très active en Nouvelle Calédonie : après avoir formé des éducateurs-prédicants parmi les autochtones des îles loyauté (les nata, « ceux qui racontent / qui savent » en nengone), elle ouvre des écoles pour contrer l'influence des maristes et du gouvernement républicain laïc. À cette époque, Maurice Leenhardt gagne en influence au détriment de ses opposants.
De retour en métropole, pour raison de santé en 1913, Étienne Bergeret est mobilisé lors de la Première Guerre mondiale,, dans un premier temps comme infirmier militaire. En décembre 1916, dégagé de ses obligations militaires, il est envoyé à Douala,. Bénéficiant des mêmes facilités accordées aux prêtres, Étienne Bergeret et trois autres pasteurs, Élie Allégret, Frank Christol et André Oechsner de Coninck, sont libérés du front et vont en renfort au Cameroun le 26 janvier 1917,. La délégation est placée sous la direction d'Élie Allégret,. Ils arrivent à Douala le 19 février 1917 pour le compte de la Mission de Paris en vue de l’œuvre d'évangélisation. Ne sachant pas s'ils s'installent au Cameroun pour remplacer les 100 à 200 missionnaires allemands de la Mission de Bâle qui doivent quitter le pays à la suite de la guerre, Allégret, qui bénéficie du soutien du gouverneur français établi au Gabon, demande du renfort pour sa mission. Il reste au Cameroun pendant cinq ans.
Sur l'île de Maré, le missionnaire n'est pas remplacé à la suite du départ d'Étienne Bergeret, car tous les pasteurs présents dans l'archipel ont été mobilisés, à l'exception de  Maurice Leenhardt,. Celui-ci est d'avis que ces îles, plus anciennement évangélisées, doivent organiser leurs paroisses autour des nata ,.  Ce sont  donc les locaux qui assurent les services religieux, jusqu'au retour d'Étienne Bergeret en 1922. Celui-ci s'installe alors avec sa famille sur la commune de Lifou à Chépénéhé, où il fait construire un temple et une maternité . Il met également en place un bateau pour désenclaver l'île, mais ses initiatives ne sont pas du goût de l'administration coloniale . 
Le départ de Maurice Leenhardt de la Grande Terre en 1926 permet à Étienne Bergeret de faire prévaloir ses opinions. En 1927,  lors de la conférence des missionnaires, Étienne Bergeret défend  l'idée que le nata n'est pas le « pasteur indigène » décrit par Maurice Leenhardt, mais devrait se cantonner à des tâches d'éducateur, de « moniteur-instructeur à dominante scolaire ». Cette orientation acceptée par la conférence de la Société des missions, dont Élie Allegret devenu co-directeur de la SMEP, est mal perçue par une partie des missionnaires de Nouvelle-Calédonie dont le successeur et neveu de Maurice Leenhardt, Philippe Rey Lescure. En conflit avec ses collègues missionnaires et l'administration coloniale, Étienne Bergeret quitte les îles Loyauté en 1930 pour la France. En 1932, il revient à Nouméa est est nommé en 1933 à l'école de Do Néva, sur la côte est de la Grande Terre. Il y reste actif jusqu'en 1937.
Fatigué, il rentre en France le 11 novembre 1938  et meurt le 10 janvier 1939 à La Mothe-Saint-Héray.